# Kamienica przy ulicy Szlak 30 w Krakowie
Kamienica przy ulicy Szlak 30 – zabytkowa kamienica znajdująca się w Krakowie, w dzielnicy I przy ul. Szlak, na Kleparzu.
Kamienica została wzniesiona w 1893 roku według projektu architekta Juliusza Ertela.
Kamienica została wpisana do gminnej ewidencji zabytków. Znajduje się na obszarze Kleparza, którego układ urbanistyczny został wpisany 25 stycznia 1984 do rejestru zabytków.